# Headstrong Tour Across America
Headstrong Tour Across America es la primera gira musical como solista de la cantante Estadounidense Ashley Tisdale, la cual consistía en una pequeña presentación de tres de sus temas del álbum Headstrong con el fin de promocionarlo junto con su DVD There's Something About Ashley por varios centros comerciales de los Estados Unidos, además de promocionar su línea de productos retail con la empresa de calzado Ecko Red.

## Información de la gira
Durante los meses de octubre y noviembre de 2007 Tisdale inició las presentaciones, además la gira fue auspiciada por la empresa en donde Tisdale es rostro "Ecko Red", con esta mini gira Tisdale promocionó también su DVD There's Something About Ashley el cual fue puesto a la venta en Estados Unidos y Canadá el 13 de noviembre de 2007. Ashley tenía pensado continuar con la gira durante el año 2008 específicamente en los meses de enero y febrero, pero debió suspender su agenda por las grabaciones de su cinta cinematográfica They Came From Upstairs la cual fue estrenada a principios de 2009.
Durante el mes de mayo de 2008, el sitio de "Ecko Red" destinado a Tisdale publicó un vídeo del concierto completo, con clips de las presentaciones en Minneapolis, Nueva York y Filadelfia.

## Lista de canciones
1. "Headstrong"
2. "Not Like That"
3. "He Said She Said"

## Fechas de la gira
| 2007           |                      |                                  |         |
| 14 de octubre  | Polaris Mall         | Columbus, Ohio                   | 7:00 PM |
| 16 de octubre  | Orland Square        | Chicago, Illions                 | 7:00 PM |
| 17 de octubre  | Southridge Mall      | Milwaukee, Wisconsin             | 7:00 PM |
| 18 de octubre  | Montgomery Mall      | Washington, District of Columbia | 7:00 PM |
| 20 de octubre  | Roosevelt Field Mall | East Garden City, Nueva York     | 1:00 PM |
| 23 de octubre  | Willow Grove Park    | Filadelfia (Pensilvania)         | 7:00 PM |
| 25 de octubre  | Opry Mills           | Nashville, Teennesse             | 7:00 PM |
| 29 de octubre  | Mall of America      | Minneapolis, Minnesota           | 7:00 PM |
| 30 de octubre  | Independence Center  | Kansas City, Misuri              | 7:00 PM |
| 1 de noviembre | Stonebriar Mall      | Dallas, Texas                    | 7:00 PM |